# Двири
Двири (груз. დვირი) — село в Грузии, на территории Боржомского муниципалитета края (мхаре) Самцхе-Джавахети.

## География
Село находится на юге центральной части Грузии, на правом берегу Куры, вблизи места впадения в неё реки Двирулы, на расстоянии 10 километров (по прямой) к юго-западу от города Боржоми, административного центра муниципалитета. Абсолютная высота — 910 метров над уровнем моря.

## Население
По результатам официальной переписи населения 2014 года, в Двири проживало 712 человек (338 мужчин и 374 женщины). В национальной структуре населения грузины составляли 98,6 %, русские — 0,7 %, осетины — 0,4 %, армяне — 0,1 %.
| Год  | Население, человек |
| ---- | ------------------ |
| 2002 | 937                |
| 2014 | ↘ 712              |